# S. A. Agulhas II

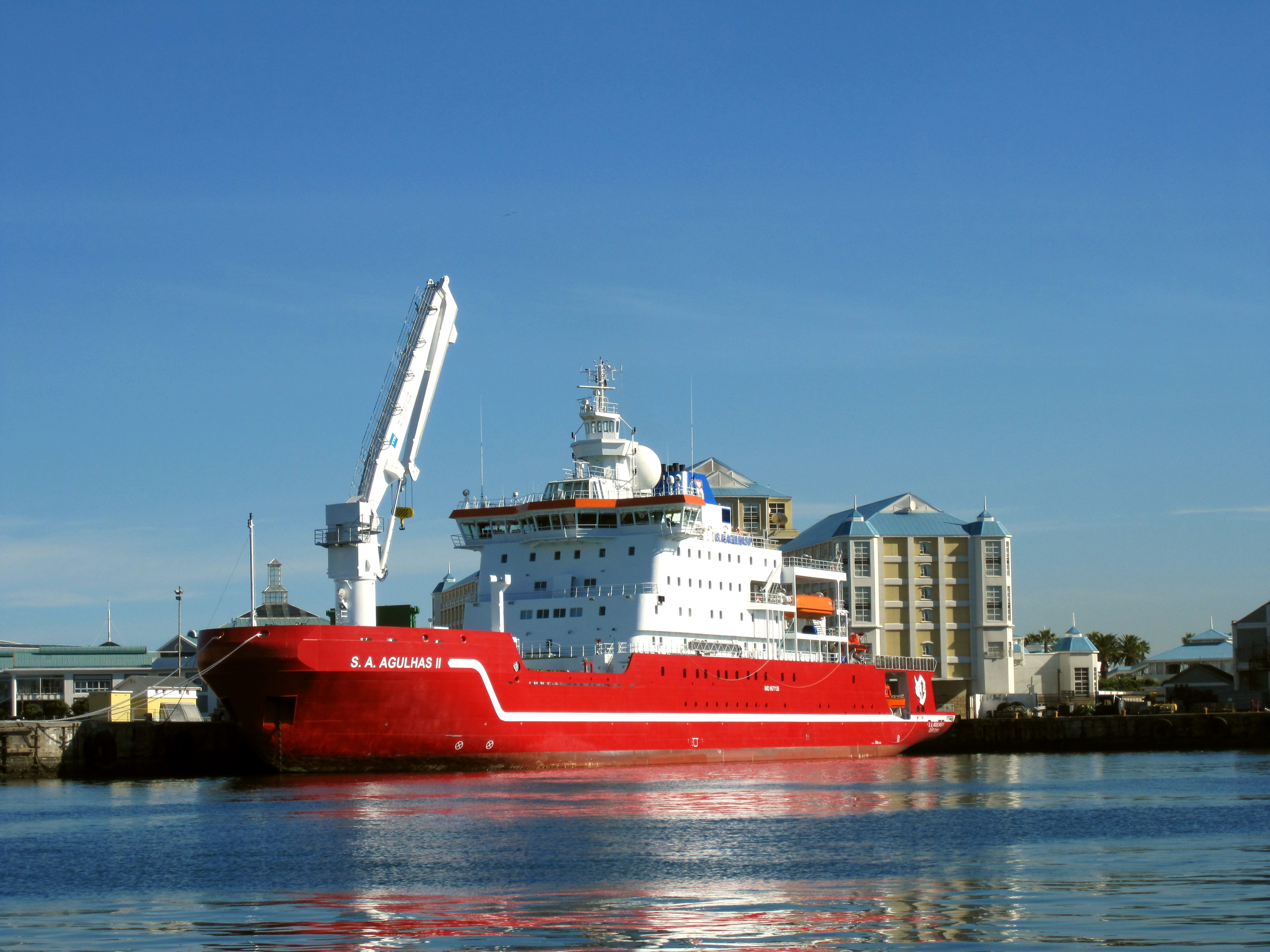
S. A. Agulhas II

O S.A. Agulhas II é um navio de pesquisa e abastecimento polar sul-africano de propriedade do Departamento de Assuntos Ambientais (DEA). Ela foi construída em 2012 pelo estaleiro STX Finland Rauma em Rauma, Finlândia, para substituir o envelhecido S.A. Agulhas, que foi retirado do serviço Antártico em abril de 2012. Ao contrário de seu antecessor, o S.A .Agulhas II foi projetado desde o início para realizar tanto pesquisas científicas e abastecer estações de pesquisa sul-africanas na Antártida.
Durante uma viagem ao Mar de Weddell em fevereiro e março de 2022, o Agulhas II serviu como navio-mãe para a Endurance22 Expedition of the Falklands Maritime Heritage Trust. Usando um veículo submersível, o naufrágio do navio de Sir Ernest Shackleton, Endurance, foi localizado a 11 000 pés abaixo da superfície no fundo do Mar de Weddell. O Endurance foi esmagado pelo congelamento do gelo quando estava encalhado e afundou em 1915.